# Gianni Poggi
Gianni Poggi (Piacenza, 4 d'octubre de 1921 - Piacenza, 16 de desembre de 1989) fou un tenor italià, actiu als anys 40 al 60 del segle xx.

## Biografia
Va estudiar primer amb Valentina Manna i més tard a Milà amb el baríton Emilio Ghirardini. Debuta el 1947 al Teatro Massimo de Palerm, fent d'Ismael a Nabucco. A la mateixa temporada va actuar també en el paper de Rodolfo a La bohème en una substitució i amb l'assoliment d'un gran èxit.
Encara en part a circumstàncies imprevistes, l'any següent substitueix a Jussi Björling i amb tan sols 26 anys va debutar amb èxit a La Scala a Un ballo in maschera. Va ser el començament d'una estreta col·laboració amb el teatre de Milà, que va veure en els seus cartells a Poggi contínuament fins al 1965 en diverses funcions, incloent: Enzo, Fernando, Edgardo, duc de Màntua, Cavaradossi, el Faust de Mefistofele i, particularment, participà en la Oberto, Conte di San Bonifacio, la primera versió moderna de l'òpera verdiana, el 1951.
Un altre teatre que va veure la seva presència regular va ser l'Arena di Verona, on va començar el 1949 en el paper de Lohengrin, al costat de Renata Tebaldi (edició italiana). També va actuar als principals teatres d'òpera italians, així com a Amèrica del Sud (Buenos Aires, Rio de Janeiro), a Barcelona, Berlín, Montecarlo i al Metropolitan. El 1955 va interpretar i gravar Dom Sébastien de Donizetti al Teatre Comunale de Florència, en una recuperació històrica que segueix sent una gravació important.
Des de principis dels 60 es produí un relatiu declivi. Això no va impedir que seguís treballant fins a finals de la dècada. Es va retirar de l'escena el 1969, l'últim rol que va cantar va ser Faust.
Poggi tenia una bona veu de tenor spinto, ocasionalment inclinada a la duresa, possibilitant-lo a cantar rols lírics i dramàtics. Pot ser escoltat en alguns enregistraments, en particular en La traviata, al costat de Renata Tebaldi, La favorita al costat de Giulietta Simionato, La Gioconda al costat de Maria Callas, Un ballo in maschera, La bohème i Tosca al costat d'Antonietta Stella.
Gianni Poggi va morir a Piacenza el 16 de desembre de 1989 als 68 anys.